# 小朱家遗址
小朱家遗址，位于山东省莒县店子集镇。是入中华人民共和国山东省省级文物保护单位之一。
2013年，列入第四批山东省文物保护单位，该文物保护单位是一座古遗址。